# San Fernando de Henares
San Fernando de Henares é uma cidade e sede de município espanhola inserida  na Comunidade de Madrid. Situa-se a 15 km a leste do centro de Madrid. Tem uma área de 39,29 km² e a população é de 40095 habitantes (2016).
1. ↑  «Cifras oficiales de población resultantes de la revisión del Padrón municipal a 1 de enero» (ZIP). www.ine.es (em espanhol). Instituto Nacional de Estatística de Espanha. Consultado em 19 de abril de 2022